# Puccinellia macropus
Puccinellia macropus là một loài thực vật có hoa trong họ Hòa thảo. Loài này được Krecz. miêu tả khoa học đầu tiên năm 1934.